# Scoloplax baskini
Scoloplax baskini är en fiskart som beskrevs av Rocha, de Oliveira och Rapp Py-daniel 2008. Scoloplax baskini ingår i släktet Scoloplax och familjen Scoloplacidae. Inga underarter finns listade i Catalogue of Life.